# (90489) 2004 DH19
(90489) 2004 DH19 es un asteroide perteneciente al cinturón de asteroides, región del sistema solar que se encuentra entre las órbitas de Marte y Júpiter.
Fue descubierto el 17 de febrero de 2004 por el equipo del LINEAR desde el Laboratorio Lincoln, Socorro, Nuevo Mexico.

## Designación y nombre
Designado provisionalmente como 2004 DH19.

## Características orbitales
2004 DH19 está situado a una distancia media del Sol de 2,353 ua, pudiendo alejarse hasta 2,706 ua y acercarse hasta 1,999 ua. Su excentricidad es 0,150 y la inclinación orbital 2,562 grados. Emplea 1318,03 días en completar una órbita alrededor del Sol.
Pertenece a la familia de asteroides de (135) Hertha.

## Características físicas
La magnitud absoluta de 2004 DH19 es 17,05. 